# Vada församling
Vada församling var en församling i Svenska kyrkan i Stockholms stift och i Vallentuna kommun. Församlingen uppgick 2006 i Össeby församling.

## Administrativ historik
Församlingen har medeltida ursprung.
Församlingen var till 1 maj 1923 moderförsamling i pastoratet Vada och Angarn för att därefter till 2006 vara annexförsamling i pastoratet Össeby-Garn, Vada och Angarn som 1962 utökades med Kårsta församling. Församlingen uppgick 2006 i Össeby församling.

## Kyrkoherdar
| Ämbetstid | Namn                      | Levnadstid | Övrigt                                     |
| --------- | ------------------------- | ---------- | ------------------------------------------ |
| 1323      | Nicolaus                  |            |                                            |
| 1415      | Nicolaus Bothvidi         |            |                                            |
| 1508-1530 | Jonas                     |            | Senare kyrkoherde i Vallentuna församling. |
| 1535-1536 | Olaus                     |            |                                            |
| 1556      | Georgius                  |            |                                            |
| 1593      | Petrus                    |            |                                            |
| 1603      | Simon                     |            | Senare kyrkoherde i Odensala församling.   |
|           | Gabriel                   |            |                                            |
| 1612-1625 | Marcus Christopheri       |            | Senare kyrkoherde i Frötuna församling.    |
| 1625      | Gabriel Erici             |            |                                            |
| 1629-     | Jonas Benedicti Rudberus  |            |                                            |
| 1650-1674 | Joannes Joannis Roslagius | 1614-1674  |                                            |
| -1679     | Jonas Olai                | -1679      |                                            |
| 1681-1692 | Johannes Olai Granstadius | -1692      |                                            |
| 1693-1719 | Uno Simming               | 1650-1719  |                                            |
| 1720-1724 | Anders Fast               | -1724      |                                            |
| 1725-1739 | Olof O. Rönmark           | -1739      |                                            |
| 1739-1743 | Jonas Lindberg            | 1709-1743  |                                            |
| 1744-1771 | Martin Groth              |            | Senare kyrkoherde i Hedesunda församling.  |
| 1770-1790 | Carl Fredric Ubström      | 1722-1790  |                                            |
| 1791-1800 | Anders Wijkman            |            | Senare kyrkoherde i Björklinge församling. |
| 1801-1816 | Johan Zacharias Oldberg   | 1753-1816  |                                            |
| 1816-1830 | Johan Olof Bergensson     | 1774-1830  |                                            |
| 1830-1837 | Pehr Anton Frankenberg    | 1774-1837  |                                            |
| 1837-     | Pehr Kolmodin             | 1783-      |                                            |

## Kyrkobyggnader
- Vada kyrka